# Antoine de Rivarol

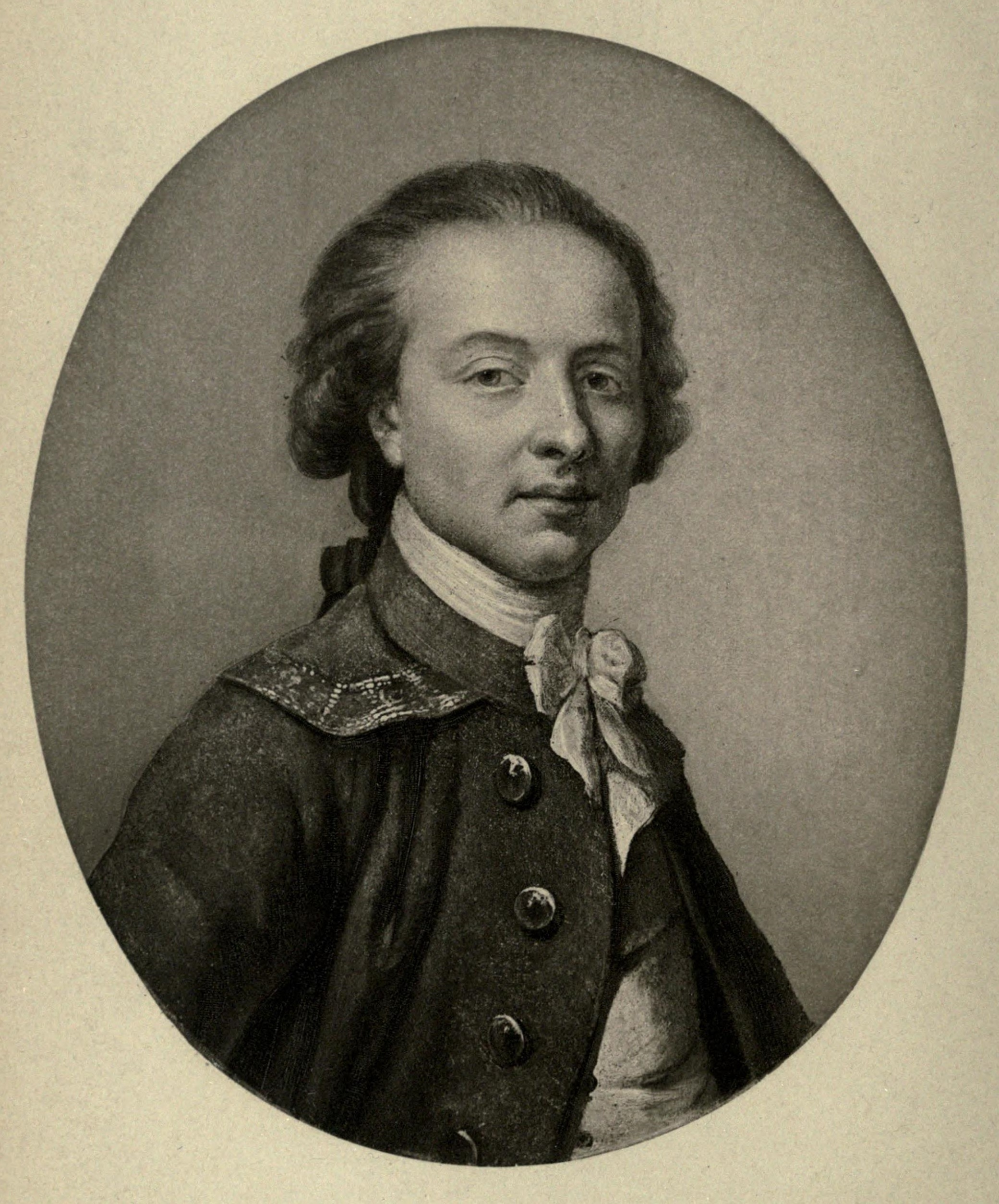
Porträtt av Antoine de Rivarol.

Antoine de Rivarol, född den 26 juni 1753 i Bagnols-sur-Cèze (Languedoc), död den 11 april 1801 i Berlin, var en fransk politisk skriftställare, känd under den självtagna titeln comte de Rivarol.
Rivarol var son till en värdshusvärd, men vann i Paris inträde i de förnämsta kretsarna genom sitt vackra utseende och sin slagfärdighet. Snart förskaffade han sig även ryktbarhet som författare. Hans prisbelönta avhandling Discours sur l'universalité de la langue française (1784), svar på en av akademien i Berlin uppställd prisfråga, är till innehållet ett tämligen betydelselöst lovtal över franska språket, men till formen ett mönster av livlig och kraftig stil. Som satiriker skonade han varken sin tids litterära eller politiska personligheter, vilket särskilt framgår av hans Petit almanack de nos grands hommes (1788) och Petit dictionnaire des grands hommes de la révolution (1790). 
Mot den revolutionära rörelsens ledare tröttnade han inte att i tidningsuppsatser rikta sina skarpa anfall, tills han slutligen kände sig själv i fara och fann rådligt att fly till Bryssel, där han i åtskilliga skrifter fortsatte att kämpa för monarkin, exempelvis i Lettre à la noblesse française (1792) och i Vie politique et privée de La Fayette (samma år). Sedermera begav han sig till London samt därefter till Hamburg och Berlin, överallt lyckades han tilldela sig en politisk betydelse och blev omhuldad av inflytelserika personer, inte minst av kungen av Preussen, hos vilken han var anställd som den franske tronpretendentens diplomatiska ombud. Rivarols Œuvres samlades av Chênedollé och Fayolle (5 band, 1808; ett urval av Lescure 1862, ny upplaga 1898).